# 7e cérémonie des Denver Film Critics Society Awards

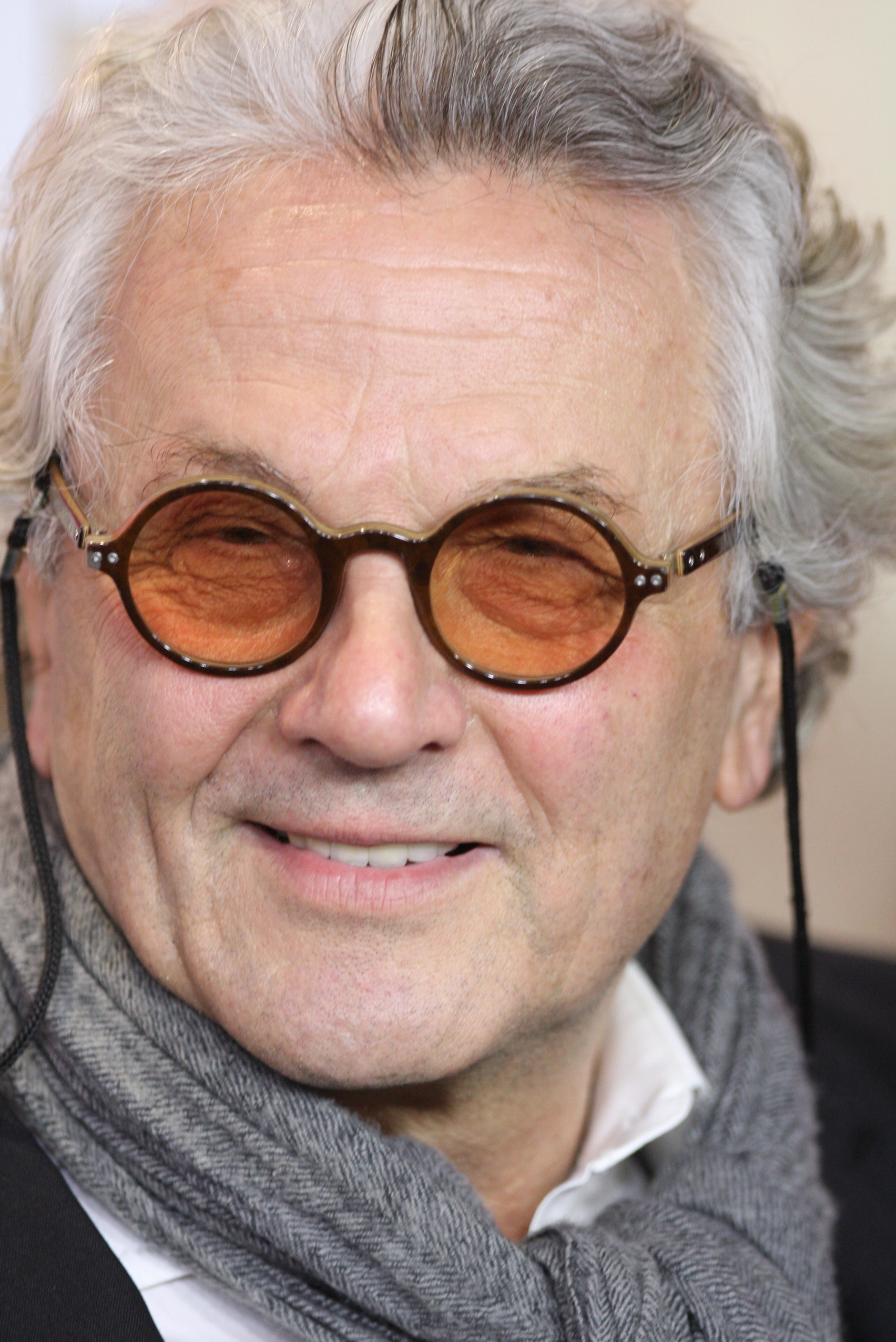

La 7e cérémonie des Denver Film Critics Society Awards (DFCS Awards), décernés par la Denver Film Critics Society, a eu lieu le 11 janvier 2016, et a récompensé les films réalisés l'année précédente.

## Palmarès

### Meilleur film
- Spotlight
  - Mad Max: Fury Road
  - Room
  - The Revenant
  - Vice-versa (Inside Out)

### Meilleur film de comédie
- Vampires en toute intimité (What We Do in the Shadows)
  - Crazy Amy (Trainwreck)
  - Joy
  - The Big Short : Le Casse du siècle (The Big Short)
  - Vice-versa (Inside Out)

### Meilleur film de Science-Fiction/Horreur
- Seul sur Mars (The Martian)
  - Ex Machina
  - It Follows
  - Mad Max: Fury Road
  - Star Wars, épisode VII : Le Réveil de la Force (Star Wars: The Force Awakens)

### Meilleur réalisateur
- George Miller pour Mad Max: Fury Road
  - Lenny Abrahamson pour Room
  - Alejandro Gonzalez Inarritu pour The Revenant
  - Tom McCarthy pour Spotlight
  - Ridley Scott pour Seul sur Mars (The Martian)

### Meilleur acteur
- Leonardo DiCaprio pour de Hugh Glass dans The Revenant
  - Matt Damon pour le rôle de Mark Watney dans Seul sur Mars (The Martian)
  - Bryan Cranston pour le rôle de Dalton Trumbo dans Dalton Trumbo (Trumbo)
  - Will Smith pour le rôle du Dr Bennet Omalu dans Seul contre tous (Concussion)
  - Michael Fassbender pour le rôle de Steve Jobs dans Steve Jobs

### Meilleure actrice
- Brie Larson pour le rôle de Ma dans Room
  - Cate Blanchett pour le rôle de Carol Aird dans Carol
  - Saoirse Ronan pour le rôle Eilis Lacey dans Brooklyn
  - Charlize Theron pour le rôle du Général Furiosa dans Mad Max: Fury Road
  - Alicia Vikander pour le rôle de Gerda Wegener dans Danish Girl

### Meilleur acteur dans un second rôle
- Sylvester Stallone pour le rôle de Rocky Balboa dans Creed : L'Héritage de Rocky Balboa (Creed)
  - Idris Elba pour le rôle du Commandant dans Beasts of No Nation
  - Tom Hardy pour le rôle de John Fitzgerald dans The Revenant
  - Mark Rylance pour le rôle de Rudolf Abel dans Le Pont des espions (Bridge of Spies)
  - Michael Shannon pour le rôle de Rick Carver dans  99 Homes

### Meilleure actrice dans un second rôle
- Alicia Vikander pour le rôle de Gerda Wegener dans Danish Girl
  - Elizabeth Banks pour le rôle de Melinda Ledbetter dans Love and Mercy
  - Jennifer Jason Leigh pour le rôle de Daisy Domergue dans Les Huit Salopards (The Hateful Eight)
  - Rachel McAdams pour le rôle de Sacha Pfeiffer dans Spotlight
  - Kate Winslet pour le rôle de Joanna Hoffman dans Steve Jobs

### Meilleur scénario original
- Spotlight – Tom McCarthy et Josh Singer
  - Crazy Amy (Trainwreck) – Amy Schumer
  - Ex Machina – Alex Garland
  - Les Huit Salopards (The Hateful Eight) – Quentin Tarantino
  - Vice-versa (Inside Out) – Pete Docter, Josh Cooley et Meg LeFauve

### Meilleur scénario adapté
- The Big Short : Le Casse du siècle (The Big Short) – Charles Randolph et Adam McKay
  - Brooklyn – Nick Hornby
  - Room – Emma Donoghue
  - Seul sur Mars (The Martian) – Drew Goddard
  - Steve Jobs – Aaron Sorkin

### Meilleurs effets visuels
- Mad Max: Fury Road
  - Ex Machina
  - Seul sur Mars (The Martian)
  - Star Wars, épisode VII : Le Réveil de la Force (Star Wars: The Force Awakens)
  - The Walk : Rêver plus haut (The Walk)

### Meilleure musique de film
- Les Huit Salopards (The Hateful Eight) – Ennio Morricone
  - Mad Max: Fury Road – Junkie XL
  - Spotlight – Howard Shore
  - Star Wars, épisode VII : Le Réveil de la Force (Star Wars: The Force Awakens) – John Williams
  - The Revenant – Bryce Dessner, Carsten Nicolai et Ryuichi Sakamoto

### Meilleure chanson originale
- See You Again interprétée par Wiz Khalifa – Fast and Furious 7 (Furious 7)
  - Feels Like Summer interprétée par Tim Wheeler – Shaun le mouton, le film (Shaun the Sheep Movie)
  - Simple Song #3 interprétée par David Lang – Youth
  - Til It Happens To You interprétée par Lady Gaga – The Hunting Ground
  - Writing's on the Wall interprétée par Sam Smith – Spectre

### Meilleur film en langue étrangère
- Le Fils de Saul (Saul fia) • László Nemes  Hongrie
  - A Girl Walks Home Alone at Night (دختری در شب تنها به خانه می رود, Dokhtari dar šab tanhâ be xâne miravad) • Ana Lily Amirpour  États-Unis
  - The Fencer (Miekkailija) • Anna Heinämaa  Finlande /  Estonie /  Allemagne
  - Taxi Téhéran (تاکسی, Taxi) • Jafar Panahi  Iran
  - The Assassin (聶隱娘) • Hou Hsiao-hsien  Taïwan

### Meilleur film d'animation
- Vice-versa (Inside Out)
  - Anomalisa
  - Le Voyage d'Arlo (The Good Dinosaur)
  - Shaun le mouton, le film (Shaun the Sheep Movie)
  - Snoopy et les Peanuts, le film (The Peanuts Movie)

### Meilleur film documentaire
- The Look of Silence
  - Amy
  - Cartel Land
  - Going Clear: Scientology and the Prison of Belief
  - Listen to Me Marlon

## Statistiques

### Nominations multiples

#### Films
6 : Mad Max: Fury Road
5 : Spotlight, Seul sur Mars (The Martian)
4 : Vice-versa (Inside Out), The Revenant, Room
3 : Les Huit Salopards (The Hateful Eight), Ex Machina, Steve Jobs
2 : Shaun le mouton, le film (Shaun the Sheep Movie), Star Wars, épisode VII : Le Réveil de la Force (Star Wars: The Force Awakens), The Big Short : Le Casse du siècle (The Big Short), Crazy Amy (Trainwreck), Danish Girl, Brooklyn

### Récompenses multiples
Légende : Nombre de récompenses/Nombre de nominations
2 / 6 : Mad Max: Fury Road
2 / 5 : Spotlight